# Atal Bihari Vajpayee

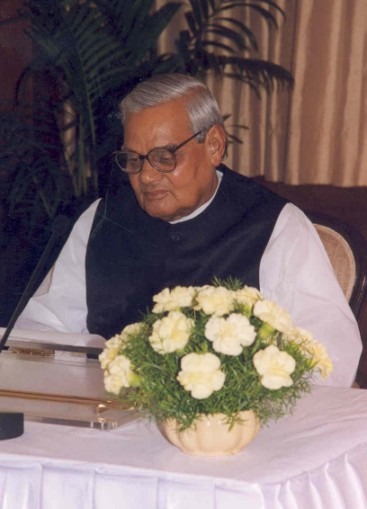
Atal Bihari Vajpayee (mit einem Strauß Lotosblumen – dem Parteisymbol der BJP)

Atal Bihari Vajpayee (Hindi: अटल बिहारी वाजपेयी, Aṭal Bihārī Vājpeyī; * 25. Dezember 1924 in Gwalior, Fürstenstaat Gwalior; † 16. August 2018 in Neu-Delhi) war ein indischer Politiker der Bharatiya Janata Party (BJP), Abgeordneter im Unterhaus des indischen Parlamentes und zweimal zwischen 1996 und 2004 indischer Ministerpräsident.

## Leben

### Herkunft und Lebenslauf
Vajpayee stammte aus einer nordindischen brahmanischen Mittelklasse-Familie. Er besuchte das Victoria College (heute Lakshmibai College) in seiner Geburtsstadt Gwalior und erwarb dort einen Abschluss in Hindi, Englisch und Sanskrit. Anschließend studierte er Politische Wissenschaften am DAV College in Kanpur, wo er den Grad eines M.A. erwarb. Er begann ein Studium der Rechtswissenschaft, das er jedoch aufgrund seiner zunehmenden politischen und journalistischen Aktivitäten nicht zum Abschluss führte. 1941 trat er dem Indischen Nationalkongress, der damals noch von Mahatma Gandhi geführt wurde, bei. Im Jahr 1942 wurde er aufgrund seiner Beteiligung an der „Quit India“-Bewegung, die sich gegen die britische Kolonialherrschaft richtete, vorübergehend inhaftiert.
In den folgenden Jahren war er als Journalist und Herausgeber verschiedener Zeitungen tätig (Rashtra Dharma in Lucknow, Panchajanya,  Chetna in Varanasi, Dainik Swadesh in Lucknow und Veer Arjun in Delhi).
Schon während seiner Jugendzeit kam er mit dem Rashtriya Swayamsevak Sangh in Berührung und wurde in der Jugendorganisation des Arya Samaj aktiv. Nach der Unabhängigkeit Indiens 1947 war Vajpayee 1951 eines der Gründungsmitglieder der Bharatiya Jana Sangh, die von Syama Prasad Mukherjee gegründet worden war, und wurde dessen Sekretär. Sein erstes Parlamentsmandat für die Lok Sabha gewann Vajpayee 1957 im Wahlkreis Balrampur in Uttar Pradesh. Bei der Wahl 1962 verlor er es, konnte es aber 1967 wiedergewinnen. Bei der Wahl 1971 wurde er im Wahlkreis Gwalior, 1977 und 1980 im Wahlkreis New Delhi, sowie 1991, 1996 and 1998 jeweils im Wahlkreis Lucknow in die Lok Sabha gewählt.

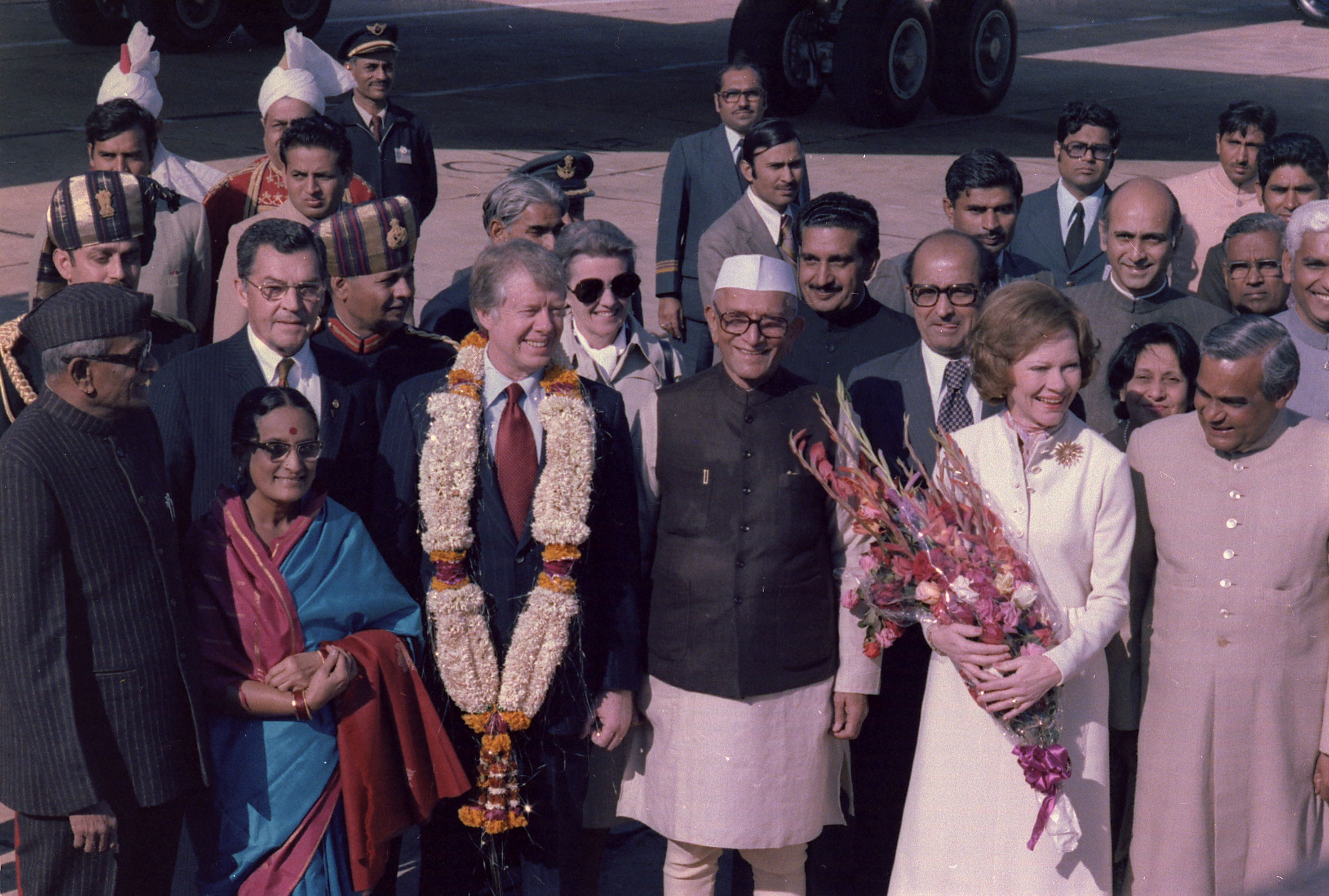
Vajpayee (ganz rechts) als indischer Außenminister beim Staatsbesuch Präsident Carters in Indien am 1. Januar 1978 (zweite von rechts: Rosalynn Carter, daneben Premierminister Desai)

Vajpayee, der als inspirierender Redner galt, war zwischen 1957 und 1977 Fraktionsführer der Bharatiya Jana Sangh in der Lok Sabha und zwischen 1968 und 1973 deren Parteipräsident. Während der Zeit des Ausnahmezustandes 1975–77 wurde Vajpayee zusammen mit vielen anderen Oppositionspolitikern inhaftiert. Nachdem sich die Bharatiya Jana Sangh mit anderen Parteien 1977 zur Janata Party (JNP) vereinigt hatte, nahm Vajpayee führende Positionen in der neuen Partei ein. Nach dem Wahlsieg der Janata Party bei der Wahl 1977 wurde er Außenminister in der neu gebildeten Janata Party-Regierung. In dieser Funktion hielt er vor der Generalversammlung der Vereinten Nationen erstmals eine Rede nicht in Englisch, sondern in Hindi. 1979 trat er vom Ministeramt aufgrund ideologischer innerparteilicher Differenzen in der Janata Party wieder zurück. 1980 gründete er mit anderen Gleichgesinnten, namentlich Lal Krishna Advani and Bhairon Singh Shekhawat, die Bharatiya Janata Party, deren Parteipräsident er bis 1996 blieb. Von 1993 bis 1997 war er Oppositionsführer in der Lok Sabha.
Vajpayee blieb sein Leben lang unverheiratet. Seit den 1970er Jahren lebte er mit der Familie Kaul, die er schon aus Schulzeiten in Gwalior kannte, in einem gemeinsamen Haus in Delhi. Nach dem Tode ihres Ehemannes führte Rajkumari Kaul seinen Haushalt und er adoptierte offiziell ihre beiden Töchter. Privat war Vajpayee auch als Dichter aktiv und veröffentlichte mehrere Hindi-Gedichtbände. Bei öffentlichen Veranstaltungen trug er gelegentlich selbstverfasste Gedichte vor.

### Amtszeiten als Ministerpräsident
Während seiner Zeit als Ministerpräsident erwarb sich Vajpayee erhebliches Ansehen im In- und Ausland, auch über die Grenzen seiner eigenen Partei hinweg, da er entgegen der zum Teil radikalen hindu-nationalistischen Rhetorik seiner Partei einen gemäßigten und ausgleichenden Kurs verfolgte. Vielen Indern, die die BJP misstrauisch beäugten, galt Vajpayee als „der richtige Mann in der falschen Partei“.

#### 16. bis 31. Mai 1996
Nachdem die BJP als stärkste politische Kraft aus den Parlamentswahlen 1996 hervorgegangen war, wurde Vajpayee am 16. Mai 1996 als Ministerpräsident vereidigt und mit der Regierungsbildung beauftragt. Da er jedoch keine Mehrheit für seine Regierung fand, reichte er Ende des Monats bereits wieder seinen Rücktritt ein.

#### 1998 bis 1999
Bei den vorgezogenen Neuwahlen 1998 konnte die BJP ihre Führungsrolle weiter ausbauen und Vajpayee wurde Ministerpräsident einer Koalitionsregierung, die aus Parteien der National Democratic Alliance (NDA) bestand.
Im Mai 1998 führte Indien Atomtests durch, welche mit dem Verweis auf die chinesische Bedrohung gerechtfertigt wurden (Angriff Chinas von 1962). In erster Linie verfolgte Indien mit den Tests jedoch eine internationale Statusaufwertung, welche auch die Gleichrangigkeit mit China untermauern sollte. Zwei Wochen darauf testete Pakistan erstmals nukleare Waffen. Der hiermit wieder aufgeflammte Konflikt mit Pakistan fand einen neuen Höhepunkt im Kargil-Krieg von 1999.
Im Mai 1999 zog sich die AIADMK aus der Koalitionsregierung zurück, worauf diese die Mehrheit verlor. Nach einer verlorenen Vertrauensabstimmung wurden Neuwahlen für Oktober angesetzt.

#### 1999 bis 2004

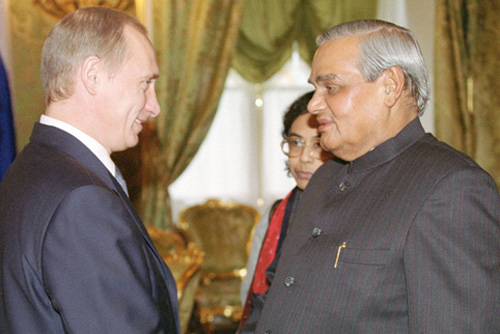
Vajpayee mit Präsident Putin am 6. Januar 2001

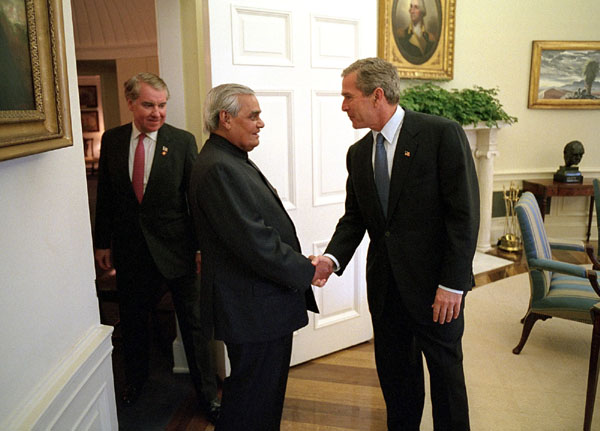
Vajpayee im Oval Office mit Präsident George W. Bush am 9. November 2001

Bei den Wahlen im Oktober 1999 erreichte die von der BJP angeführte NDA mit den sie unterstützenden Parteien 303 von 543 möglichen Sitzen im Unterhaus. Diese komfortable Mehrheit ermöglichte es der Regierung Vajpayee, bis zum Ende der fünfjährigen Amtszeit zu regieren. Die folgende Regierungszeit war von einer weiteren wirtschaftlichen Liberalisierung und einem zunehmenden Wirtschaftswachstum Indiens geprägt. Das internationale Gewicht Indiens nahm zu, was auch in mehreren Auslandreisen des Premierministers zum Ausdruck kam. Vajpayee bemühte sich weiter um Entspannung im Verhältnis zu Pakistan, was zu einem Gipfeltreffen in Agra am 14.–16. Juli 2001 mit dem pakistanischen Präsidenten Pervez Musharraf, der als Hauptinitiator des Kargil-Konflikts galt, führte. Allerdings erwiesen sich die Standpunkte in der Kaschmir-Frage als unüberbrückbar. Einen Schatten auf die Regierung Vajpayee warfen allerdings die Ausschreitungen in Gujarat 2002, bei denen ungefähr 1.000 Menschen durch religiös motivierte Gewalt ums Leben kamen. Dem damaligen Chief Minister von Gujarat und Parteifreund Vajpayees Narendra Modi wurde durch seine passive Haltung eine erhebliche Mitschuld an den Gewalttätigkeiten gegeben. Später gestand auch Vajpayee eigene Fehler in der Behandlung dieser Affäre ein.
Bei den am 20. April 2004 beginnenden Parlamentswahlen galt Vajpayees NDA als der haushohe Favorit. Es kam jedoch zu einem überraschenden Wahlsieg der Kongresspartei und Vajpayee trat von seinen Exekutivämtern zurück. Die als wahrscheinlichste Nachfolgerin gehandelte Führerin der Kongresspartei Sonia Gandhi verzichtete auf das ihr angetragene Amt des Premierministers, da sie Anfeindungen wegen ihrer italienischen Herkunft ausgesetzt gewesen war. Nachfolger wurde stattdessen am 20. Mai 2004 der frühere Finanzminister Manmohan Singh.

### Nach 2004
Vajpayee zog sich Ende 2005 aus der aktiven Politik zurück, blieb aber noch bis 2009 Mitglied in der Lok Sabha. In seinen letzten Lebensjahren wurde Vajpayee, der seit langem an Diabetes mellitus erkrankt war, zunehmend von Gesundheitsproblemen heimgesucht. 2009 erlitt er einen Schlaganfall, der ihn weitgehend der Sprachfähigkeit beraubte und an den Rollstuhl fesselte. Seitdem befand er sich unter nahezu ständiger medizinischer Überwachung. Im Jahr 2015 erhielt er den Bharat Ratna zugesprochen.

### Tod

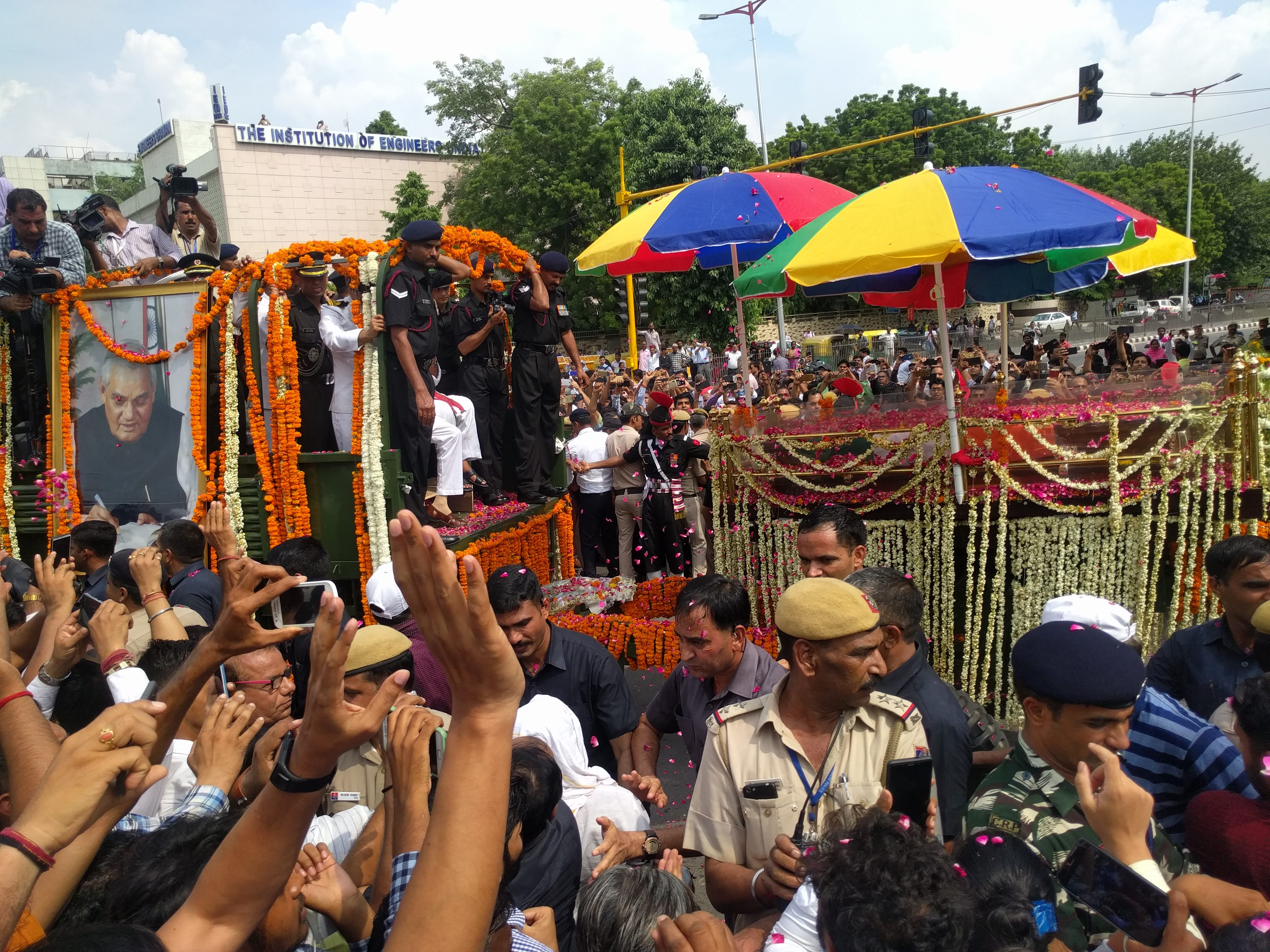
Trauerzug am 17. August 2018 in Neu-Delhi

Am 11. Juni 2018 wurde der 93-jährige Vajpayee mit den Symptomen eines Harnwegsinfekts und Multiorganversagens in das All India Institute of Medical Sciences (AIIMS) in Neu-Delhi eingeliefert. Dort starb er zwei Monate später am 16. August. Nach Bekanntgabe der Todesnachricht kondolierten Politiker der verschiedensten politischen Richtungen in Indien. Premierminister Narendra Modi ordnete eine siebentägige Staatstrauer an. Oppositionsführerin Sonia Gandhi bezeichnete Vajpayee als „überragende Persönlichkeit“ („a towering figure“), die für demokratische Werte gestanden habe. Zahlreiche Politiker anderer indischer Parteien einschließlich der Linksparteien und Kommunisten äußerten sich in ähnlichem Sinne.
Am 17. August 2018 wurde Vajpayees Leichnam nach einem längeren öffentlichen Trauerzug in Delhi kremiert.